# Иван Мълчанков
Иван Стоянов Мълчанков е български революционер, просветен деец, политик и деец на Вътрешната македонска революционна организация.

## Биография
Мълчанков е роден в 1899 година в неврокопското село Скребатно, тогава в Османската империя, в семейството на войводата на Вътрешната македоно-одринска революционна организация Стоян Мълчанков. Участва в Първата световна война като подпоручк в 39-и пехотен полк. Награден е с орден „За храброст“ IV степен.  Също като баща си се занимава с революционна дейност и става член на ВМРО. Секретар е на четата на войводата Илия Попиванов. След Деветосептемврийския преврат лежи в затвори.
Умира в 1954 година в София.